# مانتوا (یوتا)
مانتوا (به انگلیسی: Mantua) شهری در ایالت یوتا کشور ایالات متحده آمریکا است که جمعیت آن در سرشماری سال ۲۰۱۰ میلادی، ۶۸۷ نفر بوده‌است.